# Parafín (hudební skupina)
Parafín je česká hard rocková kapela.
Vznik skupiny sahá do roku 1982, když členové skupiny ukončili základní školu a hráli písně od Olympicu, Katapultu, Etc..., J. Schelingera a mnoha dalších v té době oblíbených interpretů. O rok později dochází k zásadnímu zlomu, kdy kapela je již značně ovlivněna svými vzory, Deep Purple, Black Sabbath, UFO, Rush, Yes, ale následuje nastupující trend heavy metalu a nechává se dále ovlivňovat kapelami jako např. Judas Priest, Iron Maiden, Venom a Metallica.
To mělo za důsledek několikanásobné vykázání od tehdejších kvalifikačních zkoušek. Tato bariéra je však zdolána na podzim roku 1985, kdy nad ideologií jednoznačně vítězí alkohol a porota ovlivněna moravským folklórem v podobě chutné slivovice patrně přehlédla nový hudební styl šířící se rychlostí blesku mezi mladou generací. Další souvislosti v podobě ostražitých cenzorů, kteří ruší již dobře zpropagovaný koncert pražského Arakainu, umožnily skupině Parafín zaskočit na pódiu své již slavné kolegy a zapsat se tak do povědomí rockových fanoušků, že se sály plní týden co týden až do jara 1986. To si zájmy lidové armády stojí nekompromisně na svém a tak je Parafín kompletně naverbován.
Po dvouleté odmlce se skupina opět shledává v rodných Voticích, to však ale ještě netuší, že ji čeká pouze jeden předrevoluční rok a poté ještě dva roky plné personálních změn a hudbě ne příliš příznivého klimatu. Novou krev nalévá do Parafínu v roce 1991 zpěvák Michal Nevrlý.
V roce 1994 přichází první demo skupiny, další koncerty a taneční zábavy. Skupina se natolik zviditelňuje, že v důsledku toho přichází o bubeníka a vzápětí i o basistu, kteří se nechávají zlákat finančně zajímavým angažmá. To však přihrává šanci již netrpělivým muzikantům, kteří doplňují rytmickou sekci Parafínu.
V roce 1998 přichází druhé demo a s ním další nabídky na nové produkce. Též se připojuje druhý kytarista Honza „Zetor“ Kuchař a skupina nabírá druhý dech také v podobě nového zpěváka Václava „Kocoura“ Kardy.
Poté se skupina natolik zformovala, že připravila své debutové album s názvem „ON“, které natočila v létě 2000 ve studiu Bellatrix, a vydává ho na jaře 2001. Křest proběhl za společného vystoupení spřízněných Arakainů a kmotrem byl Aleš Brichta.